# Franciszek Dziadoń
Franciszek Dziadoń (ur. 29 stycznia 1956 w Dobromierzu, zm. 27 lutego 2022 w Krakowie) – dyrektor Młodzieżowego Domu Kultury Fort 49 „Krzesławice” w Krakowie w latach 1991–2020.

## Życiorys
Urodził się w województwie kujawsko-pomorskim, ale w 1958 roku rodzina przeniosła się do Krakowa. Studiował pedagogikę kulturalno-oświatową na Wydziale Filozoficzno-Historycznym Uniwersytetu Jagiellońskiego. Studia podyplomowe ukończył w Centrum Pedagogiki i Psychologii na Politechnice Krakowskiej. Pracował jako specjalista w Dzielnicowym Zespole Ekonomiczno-Administracyjnym Szkół w Krakowie w Nowej Hucie, potem w Szkole Podstawowej nr 102 i nr 126. W latach 1971–1981 był instruktorem Związku Harcerstwa Polskiego. Dodatkowo pracował w latach 1980–1998 jako egzaminator na kartę rowerową i motorowerową w Wydziale Komunikacji Urzędu Wojewódzkiego w Krakowie oraz na początku lat 80. XX wieku jako instruktor w Domu Harcerza w Krakowie–Nowej Hucie. Przez jedną kadencję (1991–1994) pełnił funkcję radnego i członka zarządu Rady Dzielnicy XVII Miasta Krakowa. Od 1984 roku pracował jako instruktor w Młodzieżowym Domu Kultury w os. Na Stoku, a w 1991 roku został jego dyrektorem. W latach 1994–2000 nadzorował adaptację i rewaloryzację Fortu 49 „Krzesławice” na potrzeby Domu Kultury. Był wiceprezesem działającego od 2013 roku Stowarzyszenia Przyjaciół Wzgórz Krzesławickich.

## Odznaczenia
- 2021: Medal 100-lecia Odzyskania Niepodległości[5]
- 2011: Odznaka Honoris Gratia[6][1]